# Oster (Desna)
Der Fluss Oster (ukrainisch Остер, russisch Остёр (Ostjor)) ist ein Fließgewässer in der nordukrainischen Oblast Tschernihiw mit einer Länge von 199 km.
Die Quelle befindet sich in der Nähe der Siedlung städtischen Typs Dmytriwka an den westlichen Ausläufern des Poltawa-Plateaus. Von dort fließt der Fluss durch die Landkreise Bachmatsch, Borsna, Nischyn, Nosiwka, Bobrowycja und Oster, bevor er bei Oster in die Desna mündet. Der Fluss ist über Kanäle mit dem Fluss Trubisch verbunden, der südwestlich von Kiew in den Dnepr mündet.
Zu den wichtigen Siedlungen am Fluss gehören Nischyn, Koselez und Oster.